# اقتصاد کار
اقتصاد کار (انگلیسی: Labour economics)، به‌دنبال درک کارکرد و پویایی بازارهای کارمزدی‌ست. بازارهای کار از طریق تعامل میان کارگران و کارفرمایان عمل می‌کنند. اقتصاد کار به عرضه‌کنندگان خدمات کاری (کارگران) و تقاضاکنندگان خدمات کاری (کارفرمایان) می‌نگرد، و می‌کوشد الگوی حاصل از مزدها، استخدام‌ها، و درآمدها را درک کند.
در اقتصاد، مرسوم است که کار انجام‌شده توسط انسان را در مقابل دیگر عوامل تولید، از قبیل زمین و سرمایه، قرار می‌گیرد. نظریاتی وجود دارند که مفهومی به‌نام «سرمایهٔ انسانی» را توسعه داده‌اند، که به مهارت‌های موجود در کارگران، و نه ضرورتاً کاری که واقعاً انجام می‌دهند، ارجاع دارد.